# مورچه‌گیرک کاتینگا
مورچه‌گیرک کاتینگا (نام علمی: Radinopsyche sellowi) گونه‌ای از پرندگان در زیرتیرهٔ Thamnophilinae از تیرهٔ مورچه‌مرغان «نمادین» و بومی برزیل است.

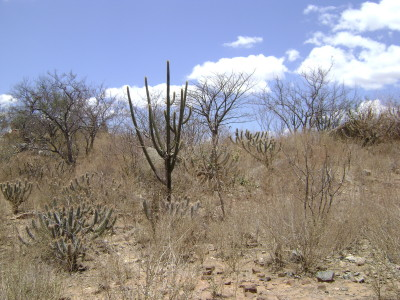
کاتینگا